# Laval-Pradel
Laval-Pradel è un comune francese di 1 197 abitanti situato nel dipartimento del Gard, nella regione dell'Occitania.

## Società

### Evoluzione demografica
Abitanti censiti